# Институт Восточной Европы (Бреслау)
Институт Восточной Европы в Бреслау (нем. Osteuropa-Institut zu Breslau) — междисциплинарный научно-исследовательский центр по изучению стран Восточной Европы и России (СССР), функционировал в 1918-1945 гг. Располагался в Бреслау (ныне Вроцлав), столице Силезии.

## История

### Основание. Функции. Задачи
Институт Восточной Европы был основан 8 апреля 1918 г., через месяц с небольшим после заключения Брестского мира между Германией и РСФСР. Междисциплинарность, сразу проявившаяся в работе организации, стала выражением интереса германских правящих кругов и интеллектуальных элит к процессам, происходившим на территориях непосредственных соседей Германии. Формально Институт относился к Университету Бреслау и местной Высшей технической школе, однако функционировал как автономное учреждение. Финансирование происходило за счёт как государственных, так и провинциальных и муниципальных дотаций. Институт располагался в двухэтажном особняке, выделенном городом. 
Согласно меморандуму основания Института, он призван был заниматься широким кругом вопросов: изучением естествознания, земельного и лесного хозяйства, горного дела и металлургии, промышленности, торговли, транспорта, права, языкознания и литературы сопредельных стран Восточной Европы. В немецкой интеллектуальной традиции понятие "Восточная Европа" было весьма широким и включало в себя также Европейскую Россию и Кавказ. 
В Институте изучались русский, польский, болгарский, сербохорватский и румынский языки. 

### Структура
Институт возглавлялся директором и к 1941 г. включал в себя четыре отдела:
- Историко-политический.

Руководители:
1935-1938 — Георг Штадтмюллер.
- Экономический.

Руководители:
1941-1944 — Ханс-Юрген Серафим.
- Правовой.

Руководители:
1926-1940 — Райнхарт Маурах.
- Географическо-геологический.

Руководители:
а также архив и библиотеку. Впоследствии, в годы директорства Х.-Ю. Серафима, добавился отдел истории искусств. 
Изначально отделов было больше, и до 1933 г. Институт обладал определённой самостоятельностью в плане направления исследований; кроме того, изначально имевший политическую направленность, в годы Веймарской республики Институт осуществлял мирные исследования.

### В годы национал-социализма
Вскоре после прихода к власти нацистов Институт оказался «на линии огня национал-социалистической науки» и в конце мая-начале июня 1933 г. был временно закрыт за якобы "пробольшевистскую направленность". При этом из Института были изгнаны сотрудники-евреи, произошло преобразование, смещение акцентов деятельности. Так, упор был сделан на историю и этнические сюжеты. Помимо этого, работу пытались заострить на польских вопросах в противовес Силезскому Институту в Катовице. Интриги и перестановки, по словам историка Х. Бёмельбурга, не способствовали нормальному рабочему климату. 
В 1937 г. Институт лишился части архивов и большей части библиотеки. 
В годы Второй мировой войны Институт сотрудничал с другими научными учреждениями и высшими учебными заведениями, участвуя в подготовке экспертов по "восточному вопросу". 
После поражения Германии в войне ликвидирован.

### Периодические издания
С 1920-х гг. Институт выпускал "Журнал по восточноевропейскому праву" (Zeitschrift fur osteuropäische Recht), а также печатную серию монографий "Источники и студии Института Восточной Европы" (Quellen und Studien des Osteuropa-Instituts). Во время войны Институт выпускал Ежегодник (Jahrbuch des Osteuropa-Instituts, 1941-1943) и журнал "Годичные сообщения по культуре и истории славян" (Jahresberichte für Kultur und Geschichte der Slaven). 

### Архив и библиотека
В 1944 г. часть архива была перевезена в замок Грёдитцберг (ныне Гродзец Золоторижского повята Нижнесилезского воеводства Польши). Оставшиеся в Бреслау документы были уничтожены пожаром во время осады города советскими войсками. Архив в Грёдитцберге также пострадал от огня во время взятия замка. Остатки документов, сведённые в 30 дел, хранятся в Российском Государственном военном архиве (РГВА). 
Книги из библиотеки Института поступили на хранение в Российскую Государственную библиотеку. 

## Директора Института
- 1931-1933 — Отто Аухаген.
- Май 1934-октябрь 1937 — Ханс Юберсбергер.
- Октябрь 1937-1940 — Ханс Кох.
- 1940-1941 — Ханс-Юрген Серафим.